# Handball-FDGB-Pokal 1981/82
Der Handball-FDGB-Pokal der Herren wurde mit der Saison 1981/82 zum 12. Mal ausgetragen. Beim Endrunden-Turnier in Rostock konnte der SC Leipzig ungeschlagen den Titel erringen und sich für den Europapokal der Pokalsieger qualifizieren.

## Teilnehmende Mannschaften
Für den FDGB-Pokal hatten sich folgende 50 Mannschaften qualifiziert:
| DDR-Oberliga die 10 Vereine der Saison 1981/82 | DDR-Liga die 24 Vereine der Saison 1981/82 | Bezirkspokalvertreter die 16 Vereine aus der Saison 1980/81 |
| - SC Magdeburg - SC Empor Rostock (TV) - SC Leipzig - SC Dynamo Berlin - ASK Vorwärts Frankfurt/O. - SG Dynamo Halle-Neustadt - BSG Post Schwerin - BSG Wismut Aue - BSG Chemie Premnitz - BSG Motor Eisenach (TV) – Titelverteidiger | Staffel Nord - BSG Rotation Prenzlauer Berg - ASK Vorwärts Frankfurt/O. II - SG Lok/Motor Süd-Ost Magdeburg - BSG Stahl Eisenhüttenstadt - SG Stahl Brandenburg/Kirchmöser - SC Dynamo Berlin II - SG Dynamo/Motor Staßfurt - BSG Post Schwerin II - BSG Chemie Piesteritz - SC Empor Rostock II - BSG Lokomotive RAW Cottbus - TSG Bau Rostock Staffel Süd - BSG Einheit Halle-Neustadt - BSG ZAB Dessau - SG Dynamo Suhl-Mitte - SC Leipzig II - BSG Grubenlampe Zwickau - BSG LVB Leipzig - HSG Wissenschaft Freiberg - SC Magdeburg II - SG Dynamo Halle-Neustadt II - ASG Offiziershochschule Löbau - BSG Wismut Aue II - BSG Wismut Ronneburg | - Bezirk Rostock BSG Motor Stralsund - Bezirk Schwerin BSG Post Schwerin IV - Bezirk Neubrandenburg BSG Empor Stavenhagen - Bezirk Potsdam BSG Chemie Premnitz II - Ost-Berlin BSG EAW Treptow - Bezirk Frankfurt (Oder) BSG Chemie PCK Schwedt - Bezirk Magdeburg BSG Chemie Westeregeln - Bezirk Halle BSG Motor Hohenthurm - Bezirk Leipzig BSG Motor Nord Leipzig - Bezirk Cottbus BSG Lokomotive Hoyerswerda - Bezirk Dresden BSG Fortschritt Riesa - Bezirk Karl-Marx-Stadt BSG Fortschritt Limbach - Bezirk Erfurt BSG Chemie Hörselgau - Bezirk Gera BSG Motor Hermsdorf BSG Traktor Krölpa - Bezirk Suhl SG Dynamo Suhl-Mitte II |

## Modus
In der ersten und zweiten Hauptrunde, die im K.-o.-System ausgespielt wurde, nahmen die Mannschaften aus der Handball-DDR-Liga und die qualifizierten Bezirkspokalvertreter teil. In beiden Runden hatten die Bezirksvertreter Heimvorteil gegenüber den DDR-Liga-Mannschaften. Im K.-o.-System wurden Spiele bei unentschiedenem Ausgang sofort im 7-Meter-Werfen entschieden. Ab der dritten Hauptrunde gab es Hin- und Rückspiele und die zehn Mannschaften aus der Handball-DDR-Oberliga kamen dazu und wurden den Siegern der 2. Hauptrunde zugelost. In den ersten drei Runden wurde möglichst nach territorialen Gesichtspunkten gelost. In der vierten Hauptrunde wurden die fünf bestplatzierten Mannschaften der abgelaufenen Oberligasaison so gesetzt, dass sie nicht aufeinandertrafen. Nach dieser Runde ermittelten dann die letzten fünf Mannschaften in einem Endrunden-Turnier den Pokalsieger.

## 1. Hauptrunde
| Datum            |                               | Ergebnis        |                                 |
| ---------------- | ----------------------------- | --------------- | ------------------------------- |
| Sa 03.10., 16:00 | BSG Motor Stralsund           | [ H1 1 ]        | SC Dynamo Berlin II             |
| Sa 03.10., 16:00 | BSG Post Schwerin IV          | 17:18           | ASK Vorwärts Frankfurt/O. II    |
| Sa 03.10., 16:00 | BSG Empor Stavenhagen         | 20:30           | BSG Post Schwerin II            |
| Sa 03.10., 16:00 | BSG Chemie Premnitz II        | 22:24           | BSG Chemie Piesteritz           |
| Sa 03.10., 16:00 | BSG EAW Treptow               | 24:25           | SG Stahl Brandenburg/Kirchmöser |
| Sa 03.10., 16:00 | BSG Chemie PCK Schwedt        | 28:25           | BSG Lokomotive RAW Cottbus      |
| Sa 03.10., 16:00 | BSG Lokomotive Hoyerswerda    | 19:24           | BSG Stahl Eisenhüttenstadt      |
| Sa 03.10., 16:00 | BSG Chemie Westeregeln        | 30:26           | TSG Bau Rostock                 |
| Sa 03.10., 16:00 | SG Dynamo Suhl-Mitte II       | 16:27           | SC Leipzig II                   |
| Sa 03.10., 16:00 | BSG Chemie Hörselgau          | 21:25           | SC Magdeburg II                 |
| Sa 03.10., 16:00 | BSG Motor Hermsdorf           | 23:24           | BSG Wismut Aue II               |
| Sa 03.10., 16:00 | BSG Traktor Krölpa            | 19:35           | SG Dynamo Suhl-Mitte            |
| Sa 03.10., 16:00 | BSG Motor Nord Leipzig        | 18:32           | BSG ZAB Dessau                  |
| Sa 03.10., 16:00 | SG Dynamo/Motor Staßfurt      | 22:21           | SG Lok/Motor Süd-Ost Magdeburg  |
| Sa 03.10., 16:00 | BSG Einheit Halle-Neustadt    | 22:24           | BSG LVB Leipzig                 |
| Sa 03.10., 16:00 | ASG Offiziershochschule Löbau | 30:20           | BSG Grubenlampe Zwickau         |
| Sa 03.10., 17:15 | BSG Motor Hohenthurm          | 29:23           | HSG Wissenschaft Freiberg       |
| Sa 03.10., 17:15 | BSG Fortschritt Limbach       | 18:33           | SG Dynamo Halle-Neustadt II     |
| Sa 03.10., 17:15 | BSG Rotation Prenzlauer Berg  | 19:19; 7 m: 4:1 | SC Empor Rostock II             |
| So 04.10., 10:00 | BSG Fortschritt Riesa         | 23:26           | BSG Wismut Ronneburg            |

1. ↑  BSG Motor Stralsund – SC Dynamo Berlin II 18:34 ; Wertung für Stralsund, da Dynamo unberechtigte Spieler einsetzte

## 2. Hauptrunde
| Datum            |                               | Ergebnis        |                                 |
| ---------------- | ----------------------------- | --------------- | ------------------------------- |
| Sa 09.01., 16:00 | BSG Wismut Ronneburg          | 26:27           | BSG LVB Leipzig                 |
| Sa 09.01., 16:00 | ASG Offiziershochschule Löbau | 22:19           | SC Leipzig II                   |
| Sa 09.01., 16:00 | BSG Motor Hohenthurm          | 23:30           | BSG ZAB Dessau                  |
| Sa 09.01., 16:00 | BSG Rotation Prenzlauer Berg  | 26:17           | SC Magdeburg II                 |
| Sa 09.01., 16:00 | BSG Motor Stralsund           | 26:22           | BSG Post Schwerin II            |
| Sa 09.01., 16:00 | SG Dynamo Halle-Neustadt II   | [ H2 1 ]        | BSG Stahl Eisenhüttenstadt      |
| Sa 09.01., 16:00 | BSG Chemie PCK Schwedt        | 31:38           | SG Stahl Brandenburg/Kirchmöser |
| Sa 09.01., 16:00 | BSG Wismut Aue II             | 23:21           | SG Dynamo Suhl-Mitte            |
| Sa 09.01., 16:00 | BSG Chemie Piesteritz         | 27:22           | ASK Vorwärts Frankfurt/O. II    |
| Sa 09.01., 16:00 | BSG Chemie Westeregeln        | 23:23; 7 m: 3:5 | SG Dynamo/Motor Staßfurt        |

1. ↑  SG Dynamo Halle-Neustadt II – BSG Stahl Eisenhüttenstadt 33:25 ; Wertung für Eisenhüttenstadt, da Dynamo unberechtigte Spieler einsetzte

## 3. Hauptrunde
| Datum                     |                                 | Gesamt   |                           | Hinspiel | Rückspiel |
| ------------------------- | ------------------------------- | -------- | ------------------------- | -------- | --------- |
| Sa 05. Juni / Sa 12. Juni | BSG ZAB Dessau                  | 49:56    | BSG Post Schwerin         | 25:29    | 24:27     |
| Sa 05. Juni / Sa 12. Juni | BSG Motor Stralsund             | 49:54    | BSG Chemie Premnitz       | 27:25    | 22:29     |
| Sa 05. Juni / Sa 12. Juni | BSG Chemie Piesteritz           | 49:62    | BSG Motor Eisenach        | 29:30    | 20:32     |
| Sa 05. Juni / Sa 12. Juni | BSG Wismut Aue II               | 50:64    | SG Dynamo Halle-Neustadt  | 25:27    | 25:37     |
| Sa 05. Juni / Sa 12. Juni | ASG Offiziershochschule Löbau   | 42:43    | BSG Wismut Aue            | 24:22    | 18:21     |
| So 06. Juni / So 13. Juni | BSG Stahl Eisenhüttenstadt      | 39:65    | ASK Vorwärts Frankfurt/O. | 20:36    | 19:29     |
| So 06. Juni / So 13. Juni | SG Stahl Brandenburg/Kirchmöser | 40:47    | SC Empor Rostock          | 21:23    | 19:24     |
| So 06. Juni / So 13. Juni | BSG Rotation Prenzlauer Berg    | 35:58    | SC Dynamo Berlin          | 15:29    | 20:29     |
| So 06. Juni / So 13. Juni | SG Dynamo/Motor Staßfurt        | [ H3 1 ] | SC Magdeburg              | 23:35    | -:-       |
| So 06. Juni / So 13. Juni | BSG LVB Leipzig                 | 32:79    | SC Leipzig                | 19:37    | 13:33     |

1. ↑  SC Magdeburg kam kampflos weiter, da Staßfurt auf das Rückspiel verzichtete.

## 4. Hauptrunde
| Datum                      |                           | Gesamt |                     | Hinspiel | Rückspiel |
| -------------------------- | ------------------------- | ------ | ------------------- | -------- | --------- |
| So 20. Juni / Di .22. Juni | ASK Vorwärts Frankfurt/O. | 55:40  | BSG Post Schwerin   | 28:19    | 27:21     |
| So 20. Juni / Sa 26. Juni  | BSG Wismut Aue            | 50:57  | SC Dynamo Berlin    | 28:26    | 22:31     |
| So 20. Juni / Sa 26. Juni  | SC Magdeburg              | 63:38  | BSG Chemie Premnitz | 31:18    | 32:20     |
| So 20. Juni / Sa 26. Juni  | SC Leipzig                | 52:49  | BSG Motor Eisenach  | 28:21    | 24:28     |
| So 20. Juni / Sa 26. Juni  | SG Dynamo Halle-Neustadt  | 39:48  | SC Empor Rostock    | 23:23    | 16:25     |

## Endrunde
Die Endrunde fand vom 29. Juni bis 3. Juli 1982 in der Rostocker Sport- und Kongresshalle statt.

### Spiele
1. Spieltag:
| Datum            |                           | Ergebnis |                  |
| ---------------- | ------------------------- | -------- | ---------------- |
| Di 29.06., 17:15 | SC Empor Rostock          | 18:19    | SC Leipzig       |
| Di 29.06., 18:30 | ASK Vorwärts Frankfurt/O. | 19:17    | SC Dynamo Berlin |
| Spielfrei:       | SC Magdeburg              |          |                  |

2. Spieltag:
| Datum            |                           | Ergebnis |              |
| ---------------- | ------------------------- | -------- | ------------ |
| Mi 30.06., 17:30 | SC Dynamo Berlin          | 21:25    | SC Leipzig   |
| Mi 30.06., 18:45 | ASK Vorwärts Frankfurt/O. | 22:27    | SC Magdeburg |
| Spielfrei:       | SC Empor Rostock          |          |              |

3. Spieltag:
| Datum            |                  | Ergebnis |                           |
| ---------------- | ---------------- | -------- | ------------------------- |
| Do 01.07., 17:30 | SC Magdeburg     | 24:25    | SC Dynamo Berlin          |
| Do 01.07., 18:45 | SC Empor Rostock | 23:22    | ASK Vorwärts Frankfurt/O. |
| Spielfrei:       | SC Leipzig       |          |                           |

4. Spieltag:
| Datum            |                           | Ergebnis |                  |
| ---------------- | ------------------------- | -------- | ---------------- |
| Fr 02.07., 17:30 | SC Dynamo Berlin          | 21:21    | SC Empor Rostock |
| Fr 02.07., 18:45 | SC Leipzig                | 21:18    | SC Magdeburg     |
| Spielfrei:       | ASK Vorwärts Frankfurt/O. |          |                  |

5. Spieltag:
| Datum            |                  | Ergebnis |                           |
| ---------------- | ---------------- | -------- | ------------------------- |
| Sa 03.07., 10:30 | SC Leipzig       | 25:19    | ASK Vorwärts Frankfurt/O. |
| Sa 03.07., 11:45 | SC Magdeburg     | 25:29    | SC Empor Rostock          |
| Spielfrei:       | SC Dynamo Berlin |          |                           |

### Abschlusstabelle
| Pl. | Verein                    | Sp. | S | U | N | Tore    | Diff. | Punkte |
| --- | ------------------------- | --- | - | - | - | ------- | ----- | ------ |
| 1.  | SC Leipzig                | 4   | 4 | 0 | 0 | 090:780 | +12   | 08:0   |
| 2.  | SC Empor Rostock          | 4   | 2 | 1 | 1 | 091:870 | +4    | 05:30  |
| 3.  | SC Dynamo Berlin          | 4   | 1 | 1 | 2 | 084:890 | −5    | 03:50  |
| 4.  | SC Magdeburg              | 4   | 1 | 0 | 3 | 094:970 | −3    | 02:60  |
| 5.  | ASK Vorwärts Frankfurt/O. | 4   | 1 | 0 | 3 | 084:920 | −8    | 02:60  |

Platzierungskriterien: 1. Punkte – 2. Direkter Vergleich (Punkte, Tordifferenz, geschossene Tore) – 3. Tordifferenz – 4. geschossene Tore

### FDGB-Pokalsieger
| 1.                  | SC Leipzig |
| ------------------- | --- |
| Logo vom SC Leipzig | - Tor: Peter Hofmann, Siegfried Voigt - Feldspieler: Lothar Doering (22/6), Peter Rost (4/1) , Axel Vollgold (25/4), Andreas Pester (7/–), Wolfgang Schmid (9/–), Frank Mühlner (6/2), Volker Rosche (1/–), Bernhard Krenz (9/–), Uwe Fiedler (2/–), Arndt Bödemann (4/–), Reiner Barthelmes, Frank Grünert (2/–) – (Tore/7 m) - Trainer: Karl-Heinz Richter |

### Torschützenliste
Torschützenkönig des Endturniers wurde Frank-Michael Wahl vom SC Empor Rostock mit 30 Toren.
|    | Spieler            | Verein                    | Tore / 7m |
| -- | ------------------ | ------------------------- | --------- |
| 1. | Frank-Michael Wahl | SC Empor Rostock          | 30 / 07   |
| 2. | Udo Rothe          | SC Magdeburg              | 27 / 04   |
| 3. | Stephan Hauck      | SC Dynamo Berlin          | 26 / 03   |
| 4. | Axel Vollgold      | SC Leipzig                | 25 / 04   |
| 5. | Lothar Doering     | SC Leipzig                | 22 / 06   |
| 6. | Ingolf Wiegert     | SC Magdeburg              | 21 / 0–   |
| 7. | Klaus Gruner       | ASK Vorwärts Frankfurt/O. | 18 / 08   |
| 8. | Heiko Bonath       | SC Dynamo Berlin          | 16 / 0–   |
| 8. | Dirk Schnell       | ASK Vorwärts Frankfurt/O. | 16 / 0–   |